# بوكيمون كريستال
بوكيمون كريستال هي لعبة فيديو تقمص الأدوار تم تطويرها بواسطة شركة جيم فريك اليابانية ونشرتها نينتدو علي منصتها جيم بوي كولر. إنها نسخة محسّنة من لعبة بوكيمون الذهب و الفضة، وهي جزء من العاب الجيل الثاني من سلسلة ألعاب بوكيمون. تم إصداره في اليابان في 14 ديسمبر 2000، وأمريكا الشمالية في 29 يوليو 2001 وأوروبا في 2 نوفمبر 2001.
في 26 يناير تم اطلاق نسخة من بوكيمون كريتسال علي منصة نينتدو 3 دي اس فرتشول كونسول

## اللعب
طريقة لعب بوكيمون كريستال إلى حد كبير هي نفسها الموجودة في الذهب والفضة ، على الرغم من أنها تحتوي على ميزات جديدة. إنها أول لعبة بوكيمون تسمح للاعبين باختيار جنس شخصياتهم، بينما كانت الشخصية في السابق ذكور فقط. بوكيمون لديها رسوم ثنائية الابعاد المتحركة. على سبيل المثال، عندما يدخل سينداكيل ‏ في المعركة، تنطفئ النيران التي توجد على ظهره. كانت هذه الميزة غير متواجده في الألعاب السابقة مثل بوكيمون ياقوت احمر و ياقوت ازرق وبوكيمون نار حمراء و ورقة خضراء ، ولكنها ظهرت في جميع الألعاب اللاحقة بدءًا من بوكيمون زمرد . إضافةً إلى ذلك، تمت إضافة جزأين فرعيين، أحدهما يشمل البوكيمون الاسطوري سويكين، والذي ظهر على الغلاف للعبة،  والآخر يسمي بانون. وكانت أكبر إضافة في اللعبة هي برج المعركة، وهو مبنى جديد يسمح للاعبين بالمشاركة في معارك كما في لعبة ستاد البوكيمون . في الإصدار الياباني من اللعبة حصريًا جهاز يسمي بموصل الجيم بوي المحمول Mobile Adapter GB ، وهو الجهاز الذي يسمح بالاتصال مع لاعبين آخرين عبر الهاتف المحمول.

## الاعدادات وقصة اللعبة
الإعدادت وقصة اللعبة كما هي إلى حد كبير مثل اللعبة السابقة بوكيمون الذهب والفضة .

## استقبال
| استقبال |        |
| --- | ------ |
| مجموع النقاط المجموع نقاط غيم رانكينغز 80% [ 4 ] نتائج المراجعة نشرة نقاط غيم سبوت 8.4/10 [ 2 ] آي جي إن 9/10 [ 1 ] |        |
| مجموع النقاط |        |
| المجموع | نقاط   |
| غيم رانكينغز | 80%    |
| نتائج المراجعة |        |
| نشرة | نقاط   |
| غيم سبوت | 8.4/10 |
| آي جي إن | 9/10   |

 استقبل النقاد «بوكيمون كريستال» استقبالا جيدًا، على الرغم من أن العديد علقوا على أنه لا توجد إضافات وميزات جديدة كافية لتمييزه اللعبة بشكل كبير عن اللعبة السابقة بوكيمون الذهب والفضة . أعطى كريج هاريس من موقع اي جي ان اللعبة تقيم «رائع» 9 من أصل 10، "الإصدار النهائي (على أمل) جيم بوي كولر هو بالتأكيد الإصدار الذي يجب الحصول عليه إذا لم تكن بالفعل أحد المتسابقين مليارمن أصحاب المباريات السابقة، مع تحديثات كريستال ' طفيفة في التصميم والرسومات. ولكن ليس هناك الكثير في هذه الطبعة يجعلها "يجب أن تشتري«للأشخاص الذين لديهم بالفعل نسخة أو نسختين من الإصدارات السابقة». في اليابان، اعطت مجلة فاميتسو اللعبة تقيم 34 من أصل 40.
كانت ثاني أفضل علي منصة جيم بوي كولر مبيعًا في اليابان، حيث تم بيع حوالي 1,871,307 نسخة.

## روابط خارجية
- الموقع الرسمي للولايات المتحدة
- موقع نينتندو اليابان الرسمي